# Route nationale 1 (Saint-Pierre-et-Miquelon)
Pour les articles homonymes, voir Route nationale 1.
La route nationale 1 ou RN 1 est une route nationale française de Saint-Pierre-et-Miquelon.

## Tracé
- Saint-Pierre
- Étang de Savoyard
- Pointe de Savoyard